# Hémotoxine
Une hémotoxine (également "hématotoxine" ) est une toxine qui détruit les globules rouges, perturbe la coagulation du sang, et/ou provoque la dégénérescence des organes ainsi que des dommages tissulaires généralisés. Le terme « hémotoxine » est dans une certaine mesure une fausse appellation, car les toxines qui endommagent le sang endommagent également d'autres tissus. Les lésions causées par un agent hémotoxique sont souvent très douloureuses et peuvent entraîner des dommages permanents et, dans les cas graves, la mort. La perte d'un membre affecté est possible même avec un traitement rapide.
Les hémotoxines sont fréquemment utilisées par les animaux venimeux, notamment les vipères et les crotales. Le venin de ces animaux contient des enzymes et d'autres protéines hémotoxiques, neurotoxiques ou une combinaison (comme chez le crotale de Mojave , le mamushi japonais et les espèces similaires). Tuant non seulement la proie, le venin hémotoxique facilite également, chez certaines espèces, la digestion. Le venin décompose les protéines dans la région de la morsure, rendant la proie plus facile à digérer. 
Une hémotoxine provoque une mort plus lente qu'une neurotoxine : Les serpents dont le venin à un fort caractère hémotoxique suivront leur proie après la morsure, attendant l'agissement complet du venin (la proie cesse généralement de fuir car elle se trouve en état de choc à la suite de la morsure, non pas à cause du venin). Les symptômes dépendent de l'espèce, de la taille, de l'endroit de la morsure et de la quantité de venin injectée. Chez l'homme, les symptômes comprennent nausées, désorientation et maux de tête ; pouvant éventuellement être retardés de plusieurs heures.
Les hémotoxines sont utilisées dans les études diagnostiques du système de coagulation. L'anticoagulant du lupus est détecté par les changements du temps de dilution du venin de la vipère de Russell (en), un test de laboratoire basé sur le venin de la vipère de Russell.

Notes et références
- (en) Cet article est partiellement ou en totalité issu de l’article de Wikipédia en anglais intitulé « Hemotoxin » (voir la liste des auteurs).

1. ↑  (ja) R Igari, K Iseki, S Abe, M Syoji, M Sato, K Shimomura, A Hayashida, A Sugiura, Y Iwashita et S Midorikawa, « 症例報告 マムシ咬傷により複視・眼瞼下垂をきたした1例 » [« Binocular diplopia and ptosis due to snakebite (Agkistrodon blomhoffi "mamushi")--a case report »], Brain and Nerve, vol. 62, no 3,‎ 2010, p. 273–7 (PMID 20297733, lire en ligne [archive du 5 septembre 2013])